# أبو الحسن الشاذلي
أبو الحسن علي بن عبد الله بن عبد الجبار الشاذلي الهذلي، الزاهد، الصوفي إليه تنتسب الطريقة الشاذلية، سكن الإسكندرية، ولد عام 571هـ بالمغرب ، تفقه وتصوف في تونس، توفي الشاذلي بوادي حميثرة بصحراء عيذاب متوجهًا إلى مكة في أوائل ذي القعدة 656هـ.

## نشأته
ولد أبو الحسن الشاذلي بقرية غمارة بالمغرب الأقصى  و تتلمذ عند نشأته على يد الإمام عبد السلام بن مشيش، في المغرب، وكان له كل الأثر في حياته العلمية والصوفية. ثم رحل إلى تونس، وإلى جبل زغوان، حيث اعتكف للعبادة، وهناك ارتقى منازل عالية كما في الفكر الصوفي ودرس بها على أبو سعيد الباجي ورحل بعد ذلك إلى مصر وأقام بالإسكندرية، حيث تزوج وأنجب أولاده شهاب الدين أحمد وأبو الحسن علي، وأبو عبد الله محمد وابنته زينب، وفي الإسكندرية أصبح له أتباع ومريدون، وانتشرت طريقته في مصر بعد ذلك، وانتشر صيته على أنه من أقطاب الصوفية.

## مفتاح طريقته
طريقته مفتاحها الحب في مقابل طريق المجاهدة المعروف قبله، وفي حديث الأعرابى الذي سأل النبى صلى الله عليه وسلم: «متى الساعة؟» فأجابه صلى الله عليه وسلم: «وما أعددت لها؟» قال:«ما أعددت لها كثير صوم وصلاة غير أني أحب الله ورسوله» قال صلى الله عليه وسلم: «المرء مع من أحب».
فالسائر إلى الله إذا أدى الفرائض واجتنب المنهيات وأحب الله ورسوله كان وصوله إلى الله أسرع ممن جاهد نفسه بالمجاهدات والرياضات والعبادات مع افتقاد الحب الذي هو جناح الطيران إلى حضرة الرحمن، وكل منهما المجتهد في العبادات والمحب مع إقامة الفرائض يرجى لهما الوصول، بل إن المحبين مجتهدون في عبادتهم ففى الحديث القدسي: «من عادى لي ولياً فقد آذنته بالحرب. وما تقرب إلي عبدي بأحب إلي مما افترضته عليه، وما يزال عبدي يتقرب إلى بالنوافل حتى أحبه، فإذا أحببته كنت سمعه الذي يسمع به وبصره الذي يبصر به ويده التي يبطش بها ورجله التي يمشي عليها، ولئن سألني لأعطينه ولئن استعاذني لأعيذنه». فالمحب من فرط حبه لله يكثر من النوافل بعد إقامته للفرائض محبة في حبيبه خالصة له لا يدنس عبادته دنس رياء ولا يفسدها عجب، فهو بمحبته غائب عن حظ نفسه في العبادة بل هي خالصة لله رب العالمين.

## الشاذلي والكرامات
تنقل المصادر الصوفية كثيرا من كرامات الشاذلي من ذلك ما ينقله الدكتور عبد الحليم محمود قائلا: «لما قدم المدينة زادها الله تشريفًا وتعظيمًا، وقف على باب الحرم من أول النهار إلى نصفه، عريان الرأس، حافي القدمين، يستأذن على رسول الله صلى الله عليه وسلم فسئل عن ذلك فقال: حتى يؤذن لي، فإن الله عز وجل يقول: (يا أيُّها الذينَ آمَنُوا لا تَدْخُلوا بيوتَ النبي إلا أن يؤذَنَ لكم) فسمع النداء من داخل الروضة الشريفة، على ساكنها أفضل الصلاة والسلام: يا علي، ادخل».
ومن ذلك قوله: "والله لقد تسألوني عن المسألة لا يكون لها جوابا فأرى الجواب مسطرا في الدواة والحصير والحائط، ويقول: "والله إنه لينزل علي المدد فأرى سريانه في الحوت في الماء والطائر في الهواء".

## عقيدة الشاذلي
لم يؤلف أبو الحسن الشاذلي كتابا في الاعتقاد، لكن -بحسب بعض الباحثين- يمكن القول بأنه أشعري المعتقد، وذلك لأنه نشأ ببلاد المغرب الأقصى في زمن حكم الموحدين وكانت أشعرية المعتقد.

## معاصروه
- ابن الحاجب
- العز بن عبد السلام
- ابن دقيق العيد
- ابن الصلاح
- عبد العظيم المنذري
- سالم التباسي

## من أتباعه
يعتبر أبو العباس المرسي أبرز أتباع الشيخ، حيث يقول عنه أبو الحسن: «يا أبا العباس ما صحبتك إلا لتكون أنت أنا، وأنا أنت»، ومن أشهر أتباعه في تونس السيدة المنوبية.